# Кулинарный специалист (Военно-морских сил США)

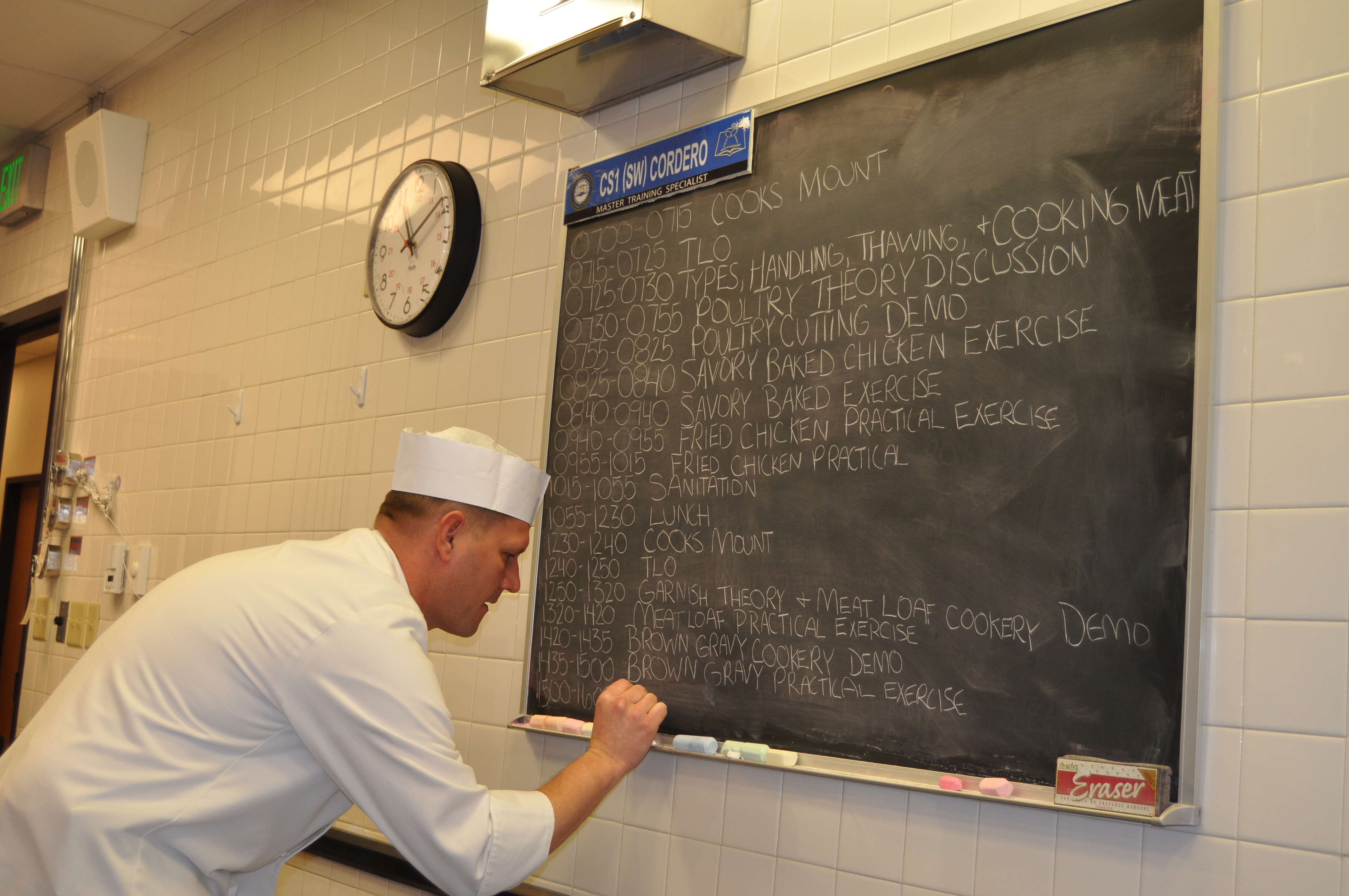
Кулинарный специалист 1-го класса Дуг Кордеро показывает дневной график обучения кулинаров военно-морского флота в ресторане Join

Кулинарный специалист (сокращённо CS) — это профессиональный ранг военно-морских сил США. Ранее, до 15 января 2004 года, это был специалист по управлению столовой (MS), а до 1975 года — комиссар (CS) и стюард (SD).

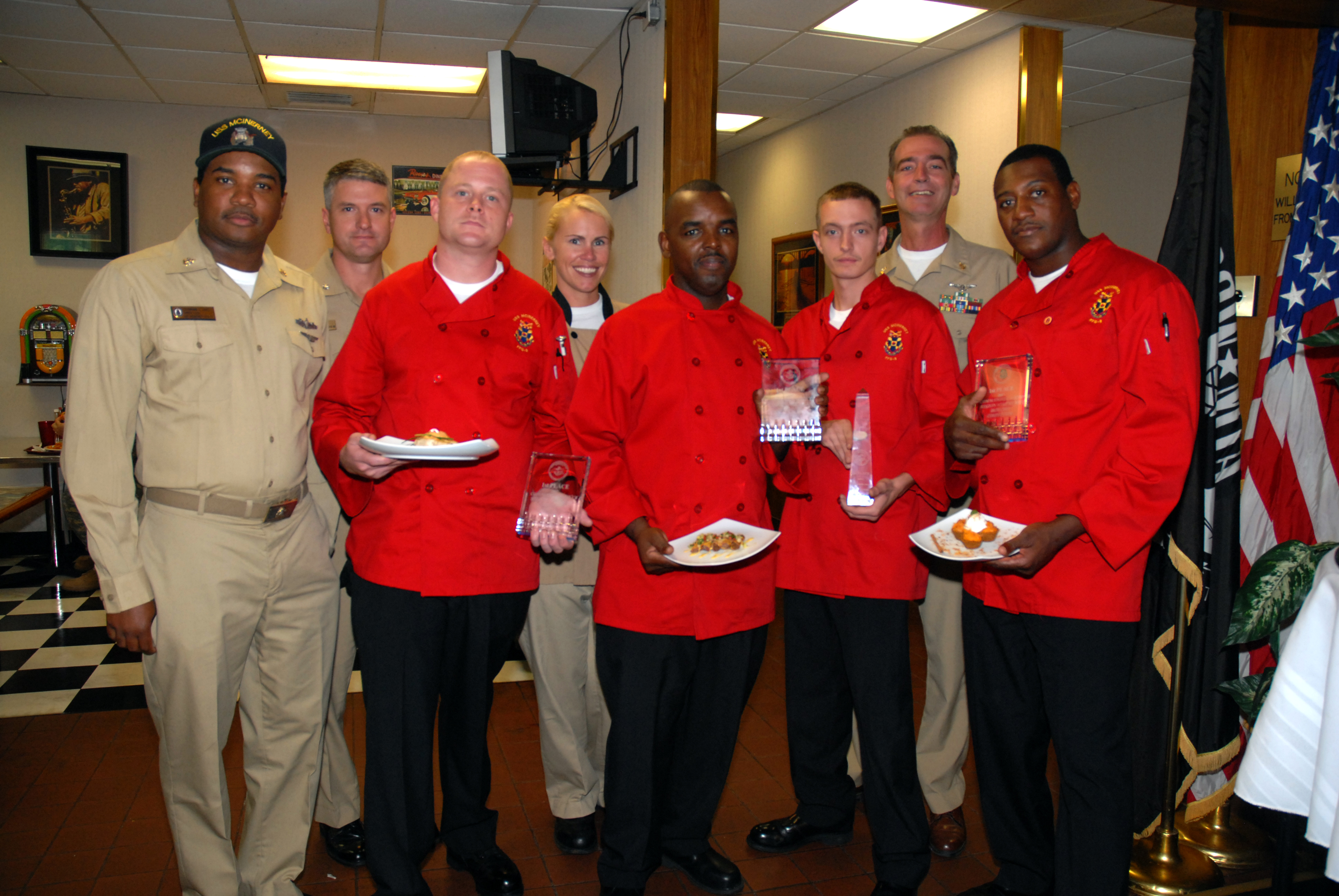
Члены команды, кулинарный специалист 2-го класса Патрик Фосетт, кулинарный специалист 1-го класса Престон Чарльз, кулинарный специалист 1-го класса Моряк Энтони Уилкокс и кулинарный специалист 1-го класса Роберт Джексон Дж.

## История
Ранги общественного питания в военно-морских силах США исторически делились на две широкие группы до слияния комиссаров и стюарда со специалистом по управлению столовой 1 января 1975 года. До 1975 года стюарды готовили и подавали еду офицерам, содержали их помещения и смотрели за их униформами. Также они обслуживали офицеров в кают-компании для адмиралов, в кают-компании для капитана корабля и в кают-компании для всех остальных офицеров. До слияния для рейтинга стюарда и предыдущих рангов в значительной степени была характерна сегрегация. Эти функции в основном выполняли моряки африканского, филиппинского и азиатского происхождения.
Комиссары готовили еду для рядовых моряков на галерах, на кораблях и береговых базах в общей столовой. Они закупали и хранили продукты питания, распределяли их по камбузам для приготовления и ведения учётных записей.
С консолидацией моряки в новом ранге стали «отвечать за приготовление пищи и обслуживание как рядовых, так и офицерских столовых». Чтобы приспособиться к изменениям, офицеры теперь должны были взять на себя часть обслуживания своих кают и личной униформы. Остальные обязанности по уборке перешли в обязанности ротации рядового персонала с корабля. Эта договорённость продолжается с текущим рангом кулинаров.
Стремясь увязать специалиста по управлению столовой (MS) с гражданским сектором, в 2004 году название ранга поменяли на «Специалист по кулинарии» (CS). Это изменение позволило упростить тактику найма при описании должностей, связанных с различными гражданскими должностями с аналогичными названиями. Это также предоставило морякам, переходящим в гражданский сектор, возможность использовать свои кулинарные сертификаты, которые теперь будут соотноситься с многочисленными карьерными путями, включая методы производства продуктов питания, контроль затрат, питание, санитарию и маркетинг продуктов питания. Рангом кулинаров на 2019 год обладают примерно 7500 работников общественного питания, которые кормят более 300 000 моряков ВМС США по всему миру.

## Обязанности
Кулинарные специалисты управляют столовыми и жилыми помещениями ВМС США, а также выполняют многие другие обязанности, а именно:
Оценка количества и видов необходимых пищевых продуктов.
Оказание помощи офицерам снабжения в заказе и хранении предметов первой необходимости, а также в приобретении оборудования и принадлежностей для столовой.
Проверка количества поставок и помощь медицинскому персоналу в проверке качества.
Подготовка меню и планировка, приготовление и подача блюд.
Поддержка помещений общественного питания и связанных с ними оборудований в чистоте и санитарном порядке, включая складские и охлаждаемые помещения.
Вести учёт финансовых операций и предоставлять необходимые отчёты.
Поддержка, контроль и управление квартирами на плаву и на берегу.
Кулинары ВМС обслуживают столовые для президента США в Белом доме и Кэмп-Дэвиде.